# Municipio de Central (condado de Jefferson)
El municipio de Central (en inglés: Central Township) es un municipio ubicado en el condado de Jefferson en el estado estadounidense de Misuri. En el año 2010 tenía una población de 13907 habitantes y una densidad poblacional de 72,43 personas por km².

## Geografía
El municipio de Central se encuentra ubicado en las coordenadas 38°14′27″N 90°34′3″O / 38.24083, -90.56750. Según la Oficina del Censo de los Estados Unidos, el municipio tiene una superficie total de 192.01 km², de la cual 190.44 km² corresponden a tierra firme y (0.82%) 1.58 km² es agua.

## Demografía
Según el censo de 2010, había 13907 personas residiendo en el municipio de Central. La densidad de población era de 72,43 hab./km². De los 13907 habitantes, el municipio de Central estaba compuesto por el 97.43% blancos, el 0.77% eran afroamericanos, el 0.32% eran amerindios, el 0.3% eran asiáticos, el 0.04% eran isleños del Pacífico, el 0.35% eran de otras razas y el 0.79% pertenecían a dos o más razas. Del total de la población el 1.15% eran hispanos o latinos de cualquier raza.